# R. Graham Cooks
Robert Graham Cooks es el Profesor Distinguido Henry Bohn Hass de Química en los Laboratorios Aston para Espectrometría de Masas en la Universidad de Purdue. Es un químico altamente citado de ISI,  con más de 1000 publicaciones y un índice H de 134. 

## Educación
Cooks se licenció en ciencias y obtuvo una maestría en ciencias de la Universidad de Natalen Sudáfrica en 1961 y 1963, respectivamente. Se doctoró en la Universidad de Natal en 1965 y obtuvo un segundo doctorado en la Universidad de Cambridge en 1967, donde trabajó con Peter Sykes. A continuación, realizó un trabajo posdoctoral en Cambridge con Dudley Williams.

## Carrera profesional
Cooks se convirtió en profesor asistente en la Universidad Estatal de Kansas de 1968 a 1971. En 1971, ocupó un puesto en la Universidad de Purdue. Se convirtió en profesor de química en 1980 y fue nombrado profesor distinguido Henry Bohn Hass en 1990. Cooks fue coeditor de la Revisión anual de química analítica de 2013 a 2017.

## Selección de sus intereses de investigación
La investigación en el laboratorio de Cooks (los Laboratorios Aston) ha contribuido a una gran variedad de áreas dentro de la espectrometría de masas, desde la investigación fundamental hasta el desarrollo de instrumentos y métodos, pasando por las aplicaciones. Los intereses de investigación de Cooks a lo largo de su carrera han incluido el estudio de la química iónica en fase gaseosa la espectrometría de masas en tándem,  la espectrometría de masas con resolución angular y la espectrometría de masas con resolución energética (ERMS);  procesos de disociación, incluida la disociación inducida por colisión (CID),  la disociación inducida por superficie (SID),  y la fotodisociación (PD) ;  y procesos de desorción, incluida la espectrometría de masas de iones secundarios (SIMS),  ionización por desorción láser (LD) e ionización por desorción con electrospray (DESI). 
Su investigación ha abarcado áreas que van desde la espectrometría de masas preparativa, las técnicas de ionización y las trampas de iones cuadrupolares (QIT) y tecnologías relacionadas,hasta áreas tan lejanas como la abiogénesis (también conocida como "el origen de la vida") a través de la homoquiralidad.

## Premios y becas
- 1984 Premio de Instrumentación Química de la División Analítica de ACS
- 1985 Medalla Thomson por Servicio Internacional de Espectrometría de Masas
- Premio especial de creatividad NSF 1990 y 1995
- 1991 Premio Frank H. Field & Joe Franklin, (Premio ACS de espectrometría de masas)
- 1997 Premio Fisher (Premio ACS de Química Analítica)
- Premio a la Contribución Distinguida en Espectrometría de Masas de 2006 [19]
- 2008 Premio Robert Boyle de Ciencias Analíticas
- Medalla FA Cotton 2012 a la excelencia en investigación química de la American Chemical Society
- Premio Dreyfus 2013 en Ciencias Químicas
- 2014 Premio Nobel de la ACS para la Educación de Posgrado en Química, compartido con la estudiante de posgrado Livia S. Eberlin [20]
- 2015 Miembro, Academia Nacional de Ciencias
- Medalla Aston 2017, Sociedad Británica de Espectrometría de Masas